# Las Piñas, Mexiko
Las Piñas är en ort i Mexiko.   Den ligger i kommunen Juan R. Escudero och delstaten Guerrero, i den södra delen av landet, 260 km söder om huvudstaden Mexico City. Las Piñas ligger 230 meter över havet och antalet invånare är 211.
Terrängen runt Las Piñas är kuperad åt sydväst, men åt nordost är den bergig. Runt Las Piñas är det ganska glesbefolkat, med 34 invånare per kvadratkilometer. Närmaste större samhälle är Tierra Colorada, 7,2 km norr om Las Piñas. I omgivningarna runt Las Piñas växer huvudsakligen savannskog.